# بوب تود
بوب تود (بالإنجليزية: Bob Todd)‏ (11 سبتمبر 1949 بجوول في المملكة المتحدة - 31 مارس 2022) هو لاعب كرة قدم بريطاني في مركز الوسط. لعب مع نادي روذرهام يونايتد ونادي ليفربول ونادي هارتلبول يونايتد وويغان أتلتيك ونادي سكاربورو ونادي مانسفيلد تاون ونادي ألترينتشام ونادي ووركينغتون.